# Les Mystères de Paris (série télévisée d'animation)
Pour les articles homonymes, voir Les Mystères de Paris (homonymie).
Les Mystères de Paris  est une série d'animation française en 2 D créée par Véronique Puybaret et Matthieu Dubois. Elle est diffusée les 4 décembre 2020 et 11 décembre 2020 en 2 épisodes de 52 minutes sur France 3 Paris Île-de-France puis sur idf.france3.fr à partir du 14 décembre 2020 et sur youtube.fr à partir du 31 janvier 2021 en 40 épisodes de 3 minutes,. C'est une adaptation du roman Les Mystères de Paris de Eugène Sue.
La série est réalisée à partir de gravures d'époque en noir et blanc extraites du roman et animées grâce aux technologies de l'animation numérique en 2D cut out. « Grâce à une narration dépoussiérée, rythmée et décalée, la série se regarde comme un jeu. Tous les épisodes sont géolocalisables et permettent d'en savoir un peu plus sur le Paris du XIXe siècle »,,.

## Synopsis
Paris, 1840. Rodolphe de Gerolstein enquête sur la disparition de Germain, le fils de sa gouvernante et découvre la pègre des bas-fonds et les bourgeois des beaux quartiers.

## Fiche technique
- Réalisation et adaptation : Véronique Puybaret et Matthieu Dubois
- Coproduction : La Curieuse, Amopix
- Musique : Christophe Berthaud
- Pays :  France
- Dates de diffusion :
  - 4 décembre 2020 et 11 décembre 2020 en 2 épisodes de 52 minutes sur France 3 Paris Île-de-France
  - à partir du 14 décembre 2020 sur idf.france3.fr en 40 épisodes de 3 minutes
  - à partir du 31 janvier 2021 sur youtube.fr en 40 épisodes de 3 minutes avec des bonus documentaires

## Voix
D'après le générique
- Philippe Lardaud : le narrateur et Eugène Sue
- Laurent Suire : le Chouineur, l'Ambassadeur, Charles Robert, le père Morel, un clerc, un prisonnier
- Nade Dieu : Fleur de Marie, mère Morel, Cécily
- Jérôme Keen : Rodolphe de Gerolstein, le Comte de Saint-Rémy, un prisonnier, Pique-Vinaigre
- John Arnold : Le Maître d'école
- Agnès Pontier : la Chouette, madame Séraphin
- Sylvia Conti : l'Ogresse, l'ambassadrice, la Marquise Clémence d'Harville, la marchande
- Bibi Jacob : La Comtesse Sarah Mac Gregor
- Nathalie Raphaël : Madame George, Louise Morel
- Simon Gillet : Murph, le Curé, le Marquis d'Harville, le Commissaire, un clerc, le Gros-boiteux, un gardien, Docteur Herbin
- Roland Osman : David, le duc de Lucenay, un huissier, un clerc, un prisonnier, le directeur de la prison, un fou
- Mariele Chartier : Madame Pipelet, la vieille Morel, madame Martial
- Christophe Vandevelde : Monsieur Pipelet, Nicolas Martial, le gardien de prison, un prisonnier
- Bertrand Chevalier : Tortillard, un huissier, le vicomte de Saint-Rémy, un clerc, Cabrion, le Père Férot, un prisonnier, un fou
- Esther Gillet : Enfant Morel, Amandine Martial
- Yannick Cotten : Enfant Morel, Germain
- Amélie Deymier : Rigolette
- Jérôme Robart : le notaire maître Ferrand, docteur Griffon
- Delphine Rich : la Duchesse de Lucenay
- Caroline Rabaliatti : La Louve, Calebasse Martial
- Julien Lluis : François Martial
- Jean-Christophe Quenon : Martial Martial
- Vincent Ozanon : Patterson, le Clerc Chalamel, le Squelette

## Distinctions

### Sélections
- Festival des créations télévisuelles de Luchon 2021 : sélection dans la catégorie Séries / mini séries[6]
- Animation First Festival de New York 2022 : en compétition[7]

## DVD
La série est commercialisée en DVD en novembre 2021.